# Летний круиз
«Ле́тний круи́з» (англ. Summer Crossing) — первый роман американского писателя Трумана Капоте.

## История создания
Писать «Летний круиз» Капоте начал в 1943 году, когда ему было двадцать лет. В то время он жил в Нью-Йорке и работал в журнале Нью-Йоркер.
Рукопись романа состоит из четырёх тетрадей, заполненных от руки, чернилами, с густой авторской правкой. К автографу прилагаются шестьдесят два листа дополнений. И тетради, и дополнительные листы составляют часть коллекции Фонда Трумана Капоте в архивно-рукописном отделе зала гуманитарных наук и искусства Нью-Йоркской публичной библиотеки.

## Публикация

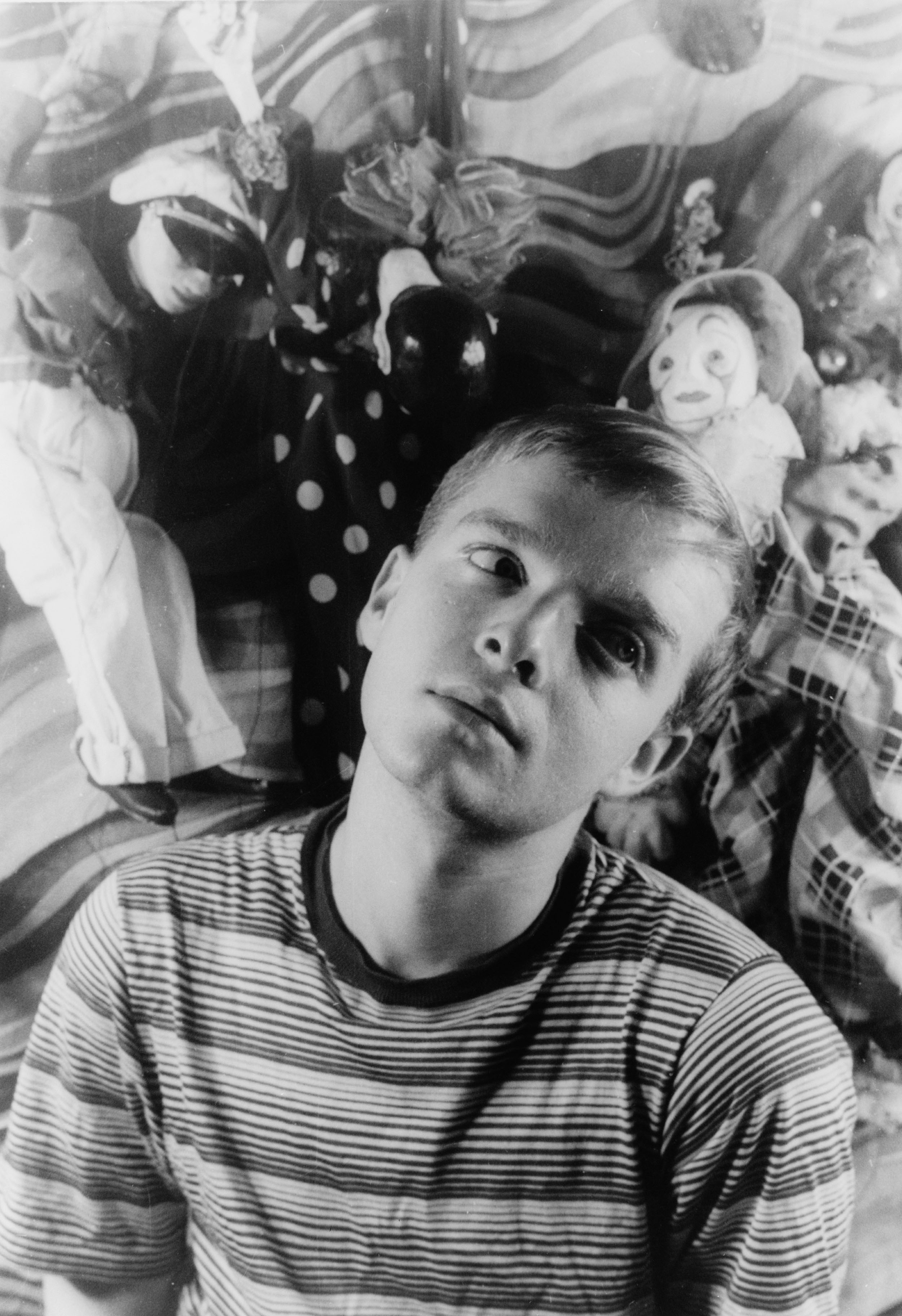
Труман Капоте

Роман был впервые опубликован в 2005 году, хотя больше 50-и лет он считался утерянным. Капоте утверждал, что уничтожил рукопись, наряду с несколькими другими своими тетрадями с прозой, во время одного из своих припадков резкой самокритики. Однако рукописи Капоте были спасены от гибели одним из жителей квартиры в районе Бруклин-Хайтс, в котором жил Капоте в конце 1940-х. После смерти этого жителя, его племянник обнаружил документы Капоте и в 2004 году послал их на аукцион в Сотбис. «Летний круиз» был опубликован в 2005 году, после консультации с адвокатом Капоте.

## Сюжет
Главная героиня романа — богатая красивая девушка Грейди Макнил, остаётся на лето в Нью-Йорке, пока её родители отплывают в круиз в Европу. В романе описывается, как предоставленная самой себе, Грейди проживает один из ярких и трагичных периодов своей короткой, полной праздных событий жизни. Она влюбляется в Клайда, служащего автомобильной парковки и одновременно флиртует со своим другом детства.